# Павловское сельское поселение (Челябинская область)
Павловское се́льское поселе́ние — муниципальное образование в Брединском районе Челябинской области Российской Федерации. В рамках административно-территориального устройства муниципальное образование  соответствует административно-территориальной единице Павловский сельсовет.
Административный центр — посёлок Павловский.

## История
Статус и границы сельского поселения установлены Законом Челябинской области от 13 сентября 2004 года № 268-ЗО «О статусе и границах Брединского муниципального района и сельских поселений в его составе».

## Население
| 2002  | 2010  | 2011  | 2012  | 2013  | 2014  | 2015  |
| ----- | ----- | ----- | ----- | ----- | ----- | ----- |
| 2292  | ↘1899 | ↘1897 | ↘1843 | ↘1795 | ↘1715 | ↘1689 |
| 2016  | 2017  | 2018  | 2019  | 2020  | 2021  |       |
| ↘1651 | ↘1624 | ↘1606 | ↘1574 | ↘1568 | ↗1570 |       |

## Состав сельского поселения
| № | Населённый пункт | Тип населённого пункта          | Население |
| - | ---------------- | ------------------------------- | --------- |
| 1 | Байтук           | посёлок железнодорожной станции | ↘25       |
| 2 | Восточный        | посёлок                         | ↗315      |
| 3 | Павловский       | посёлок, административный центр | ↘1264     |
| 4 | Синий Шихан      | село                            | ↘85       |